# Rafajovce
Rafajovce (ungarisch Máriakút – bis 1907 Rafajóc) ist eine Gemeinde im Osten der Slowakei mit 159 Einwohnern (Stand 31. Dezember 2024), die im Okres Vranov nad Topľou, einem Teil des Prešovský kraj, liegt.

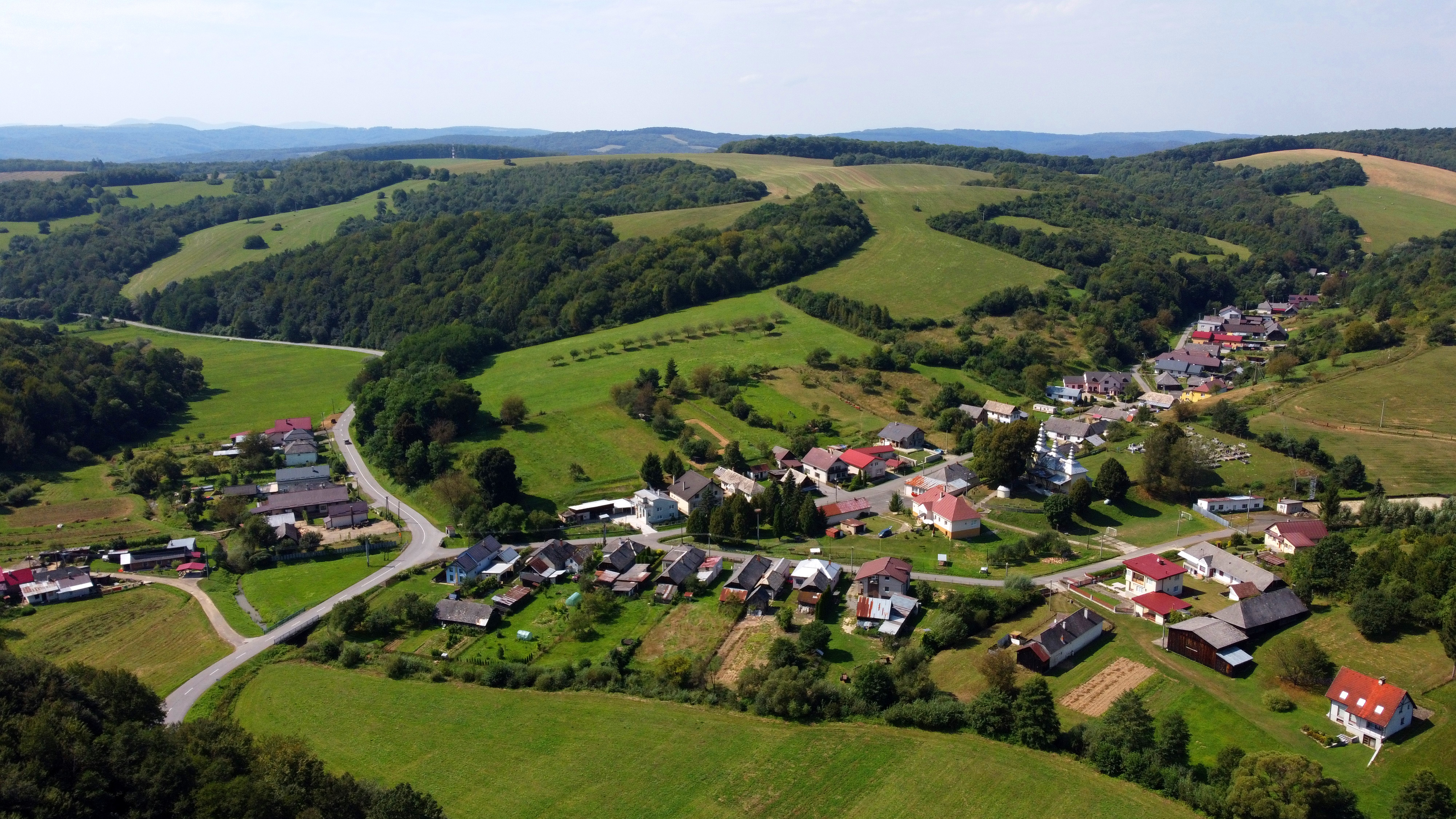
Blick zum Ort

## Geographie
Die Gemeinde befindet sich im Südteil der Niederen Beskiden im Bergland Ondavská vrchovina, im Tal des Baches Ondalík im Einzugsgebiet der Oľka und weiter der Ondava, östlich des Stausees Veľká Domaša. Das Ortszentrum liegt auf einer Höhe von 167 m n.m. und ist 23 Kilometer von Stropkov sowie 26 Kilometer von Vranov nad Topľou entfernt.
Nachbargemeinden sind Ďapalovce im Norden und Nordosten, Košarovce im Osten, Holčíkovce im Süden und Westen und Nová Kelča im Nordwesten.

## Geschichte
Das Gemeindegebiet wurde in der Jungsteinzeit besiedelt, mit Funden von Hügelgräbern der Kultur ostslowakischer Hügelgräber.
Rafajovce wurde zum ersten Mal 1596 als Raffayocz schriftlich erwähnt, eine weitere historische Bezeichnung ist Rafajowcze (1773). Das Dorf wurde auf dem Gebiet der Herrschaft von Stropkov gegründet, im 18. und 19. Jahrhundert besaß die Familie Sztáray die Ortsgüter, gefolgt vom Grafen Larisch im 20. Jahrhundert. 
1715 gab es sieben verlassene und drei bewohnte Haushalte. 1787 hatte die Ortschaft 19 Häuser und 127 Einwohner, 1828 zählte man 17 Häuser und 135 Einwohner, die als Köhler und Viehzüchter tätig waren.
Bis 1918 gehörte der im Komitat Semplin liegende Ort zum Königreich Ungarn und kam danach zur Tschechoslowakei beziehungsweise heute Slowakei. In der ersten tschechoslowakischen Republik waren die Einwohner als Landwirte beschäftigt. Nach dem Zweiten Weltkrieg pendelte ein Teil der Einwohner zur Arbeit in Industriebetriebe in der Umgebung, die örtliche Einheitliche landwirtschaftliche Genossenschaft (Abk. JRD) wurde im Jahr 1958 gegründet.

## Bevölkerung
| Jahr                | 1994 | 2004    | 2014    | 2024     |
| ------------------- | ---- | ------- | ------- | -------- |
| Anzahl der Personen | 168  | 173     | 190     | 159      |
| Unterschied         |      | +2,97 % | +9,82 % | −16,31 % |

| Jahr                | 2023 | 2024    |
| ------------------- | ---- | ------- |
| Anzahl der Personen | 163  | 159     |
| Unterschied         |      | −2,45 % |

Nach der Volkszählung 2011 wohnten in Rafajovce 194 Einwohner, davon 167 Slowaken, 20 Roma, fünf Russinen und zwei Tschechen.
162 Einwohner bekannten sich zur griechisch-katholischen Kirche, 25 Einwohner zur römisch-katholischen Kirche, fünf Einwohner zur orthodoxen Kirche und ein Einwohner zur Evangelischen Kirche A. B. Ein Einwohner war konfessionslos.

## Bauwerke und Denkmäler
- griechisch-katholische Kirche Geburt der allheiligen Gottesmutter im barock-klassizistischen Stil aus dem Jahr 1750[6]

## Verkehr
Durch Rafajovce führt nur die Cesta III. triedy 3629 („Straße 3. Ordnung“) von Jasenovce nach Ďapalovce.